# Hysteropterum euryproctum
Hysteropterum euryproctum är en insektsart som beskrevs av Carl Ludwig Kirschbaum 1868. Hysteropterum euryproctum ingår i släktet Hysteropterum och familjen sköldstritar. Inga underarter finns listade i Catalogue of Life.